# Rubber Kizz
 Der er for få eller ingen kildehenvisninger i denne artikel, hvilket er et problem. Du kan hjælpe ved at angive troværdige kilder til de påstande, som fremføres i artiklen.

Rubber Kizz var et dansk pop-rock band der eksisterede fra 2003 til ca. 2005. 
Bandet var ledet af sangskriver Lars Iversen, der tidligere havde været sangskriver i poppunkbandet NU. Forsangeren var Linda Bonde.
Rubber Kizz gav en række shows i 2003 – 2005, bl.a. på Rust den 4. september 2004 sammen med et stadig forholdsvis ukendte Dúné.
Bandet var bl.a. inspireret af B-52's.

## Medlemmer
- Linda Bonde (sang)
- Lars Iversen (bas) (også i The Asteroids Galaxy Tour)
- Mikkel Dørig (guitar)
- Dan Hvidtfeldt Larsen (trommer)
- Miloud Carl Sabri (trompet/farfisa orgel) (også i The Asteroids Galaxy Tour)

## Eksterne links
- Rubber Kizz på Bandbase (Webside ikke længere tilgængelig)
- Rubber Kizz på MusicBrainz